# Cássio Andrade
Cássio Coelho Andrade  (Salvador, 12 de setembro de 1981) é um advogado, empresário e político brasileiro, filiado ao Movimento Democrático Brasileiro (MDB). É o atual vice-prefeito de Belém. Anteriormente, foi secretário de Esporte e Lazer do Estado do Pará, deputado federal e deputado estadual do mesmo estado e vereador de Belém.

## Biografia e trajetória política
Nascido na capital baiana, Cássio Andrade é filho do também político Ademir Andrade e Sandra Maria Coelho Andrade. Casado com Vivian Lis Paes de Freitas Andrade, com quem tem um casal de filhos, estudou direito na Universidade da Amazônia, em Belém do Pará, de 1999 a 2004.
Cássio Andrade iniciou sua carreira política candidatando-se ao cargo de deputado estadual em 2002, alcançando o posto de suplente naquele ano. Já no pleito de 2004, concorreu ao cargo de vereador pelo PSB, elegendo-se o mais jovem vereador de Belém, com cerca de 6.341 votos válidos.
Em 2006, elegeu-se como deputado estadual, acumulando cerca de 10.893 votos válidos. Em decorrência destas eleições, em 2008 Cássio Andrade fora acusado pela Procuradoria Geral Eleitoral (PGR) por abuso de poder econômico, assim como os candidados Ademir Andrade e Nelson Marzullo Maia. também filiados ao PSB. Segundo a ação de investigação judicial, os três políticos teriam utilizado seus cargos — Ademir era presidente e Nelson Marzullo assessor jurídico da Companhia das Docas do Pará (CDP) e Cássio era vereador –  para garantir o financiamento de mais de 400 outdoors espalhados por vários municípios paraenses. Na época das acusações, o TRE-PA absolveu os políticos, mas o Ministério Público Eleitoral recorreu ao TSE. Ainda assim, o recurso fora negado por unanimidade no julgamento correspondente, sem oferecer consequências aos políticos envolvidos.
Cássio Andrade foi reeleito em 2010 e 2014 para o cargo de deputado estadual, sempre pelo PSB,alcançando, respectivamente, 11.753 e 38.362 votos válidos.
Em 2018, Cássio foi eleito deputado federal pelo Pará, no primeiro turno das eleições, alcançando cerca de 130.768 votos.
Em 2 de fevereiro de 2023, foi nomeado para o cargo de secretário de Esporte e Lazer do Pará pelo governador Helder Barbalho. Exerceu o cargo até 5 de junho de 2024, quando pediu exoneração para concorrer na próxima eleição municipal.
Em 1 de agosto de 2024, foi anunciado como pré-candidato a vice-prefeito de Belém na chapa de Igor Normando (MDB), que foi eleito no segundo turno com 421.485 votos, equivalentes a 56,36% dos votos válidos.

### Projetos de lei e posicionamentos
Entre os projetos de lei de sua autoria, que aprovou enquanto deputado estadual e federal, e seus posicionamentos, estão: 
- PEC que estendeu o direito à licença-maternidade para a mãe que adotar criança de qualquer idade, com duração de 180 dias;[17]

- Frente Parlamentar em Defesa do Consumidor de Energia e uma Sub-comissão vinculada à Comissão de Minas e Energia da Câmara dos Deputados, ambas destinadas a investigar cobranças abusivas, bitributação e outras irregularidades praticadas pelas concessionárias de energia elétrica, e propor medidas que solucionem esses problemas.[18]

- Atuação para garantir que o governo federal estabeleça compensações justas aos prejuízos causados aos estados exportadores de matérias primas decorrentes da Lei Kandir.[19]

- PL 30/2019, que amplia os procedimentos dos Planos de Ações de Emergência, em áreas de barragem;[20]

- PL 1519/2019, que propõe a utilização social de madeiras apreendidas, destinando-as à construção de embarcações apropriadas para o transporte escolar, por mestres carpinteiros navais, com apoio do FNDE.[20]

### Desempenho em eleições
| Ano  | Eleição            | Coligação                                                          | Partido | Candidato a       | Votos   | Resultado  |
| ---- | ------------------ | ------------------------------------------------------------------ | ------- | ----------------- | ------- | ---------- |
| 2002 | Estadual no Pará   | PSL, PSC, PHS, PSB, PGT, PTC                                       | PSB     | Deputado estadual | 5.663   | Suplente   |
| 2004 | Municipal de Belém | -                                                                  | PSB     | Vereador          | 6.341   | Eleito     |
| 2006 | Estadual no Pará   | PSB, PTN                                                           | PSB     | Deputado estadual | 10.893  | Eleito     |
| 2010 | Estadual no Pará   | -                                                                  | PSB     | Deputado estadual | 25.414  | Eleito     |
| 2014 | Estadual no Pará   | PSB (Partido único)                                                | PSB     | Deputado estadual | 38.362  | Eleito     |
| 2018 | Estadual no Pará   | PSDB, DEM, PSB, PDT, PPS, PMN                                      | PSB     | Deputado federal  | 130.768 | Eleito     |
| 2020 | Municipal de Belém | PSB, PROS, Solidariedade e Avante                                  | PSB     | Prefeito          | 49.988  | Não eleito |
| 2022 | Estadual no Pará   | PSB (Partido único)                                                | PSB     | Deputado federal  | 85.612  | Não eleito |
| 2024 | Municipal de Belém | MDB, PSB, PDT, UNIÃO, Fed. PSDB Cidadania, PSD, PP, PRD e MOBILIZA | PSB     | Vice-prefeito     | 421.485 | Eleito     |